# Forcipomyia hastata
Forcipomyia hastata är en tvåvingeart som beskrevs av Meillon och Wirth 1981. Forcipomyia hastata ingår i släktet Forcipomyia och familjen svidknott. Inga underarter finns listade i Catalogue of Life.